# AMD Am486

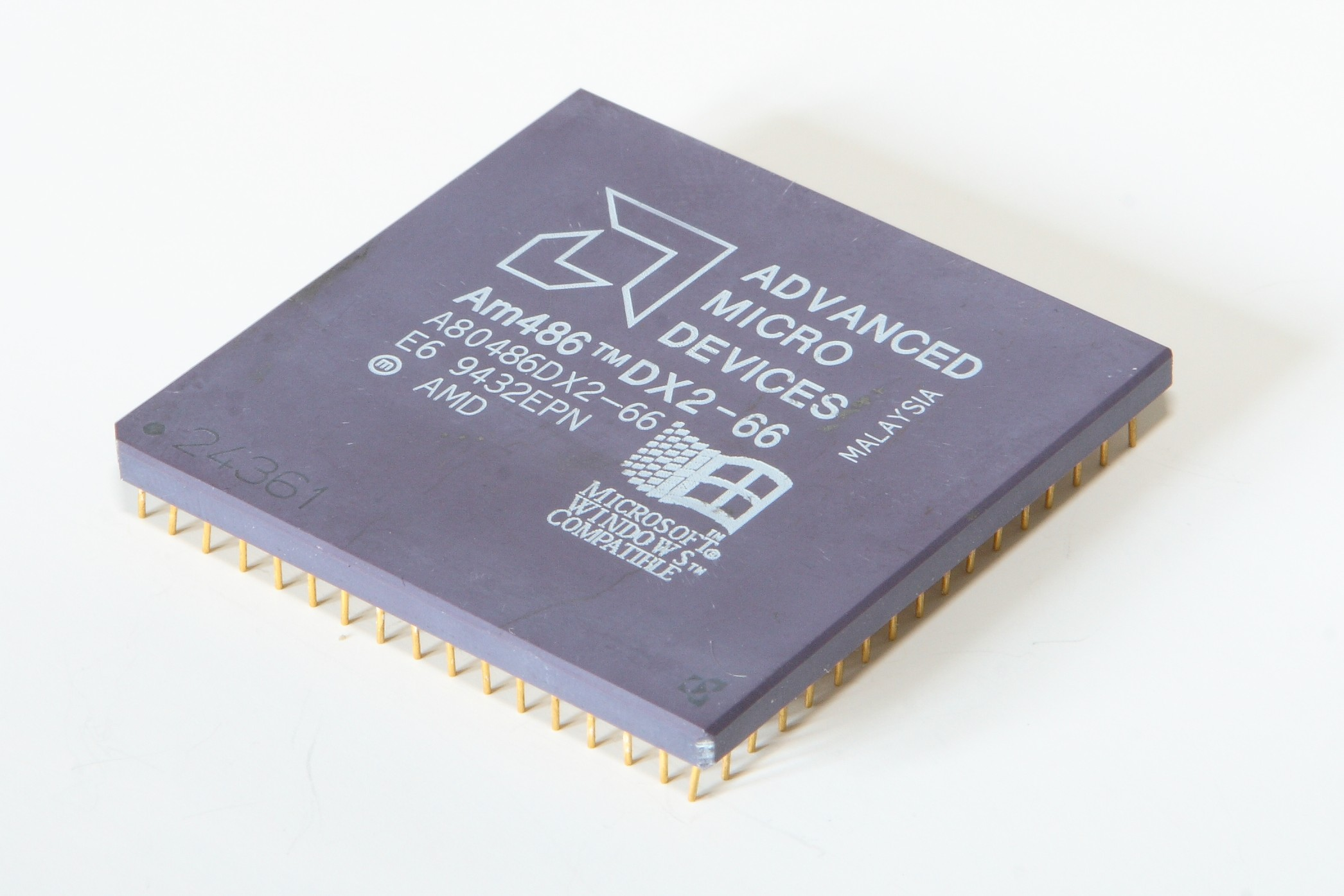
AMD Am486DX2 66 MHz

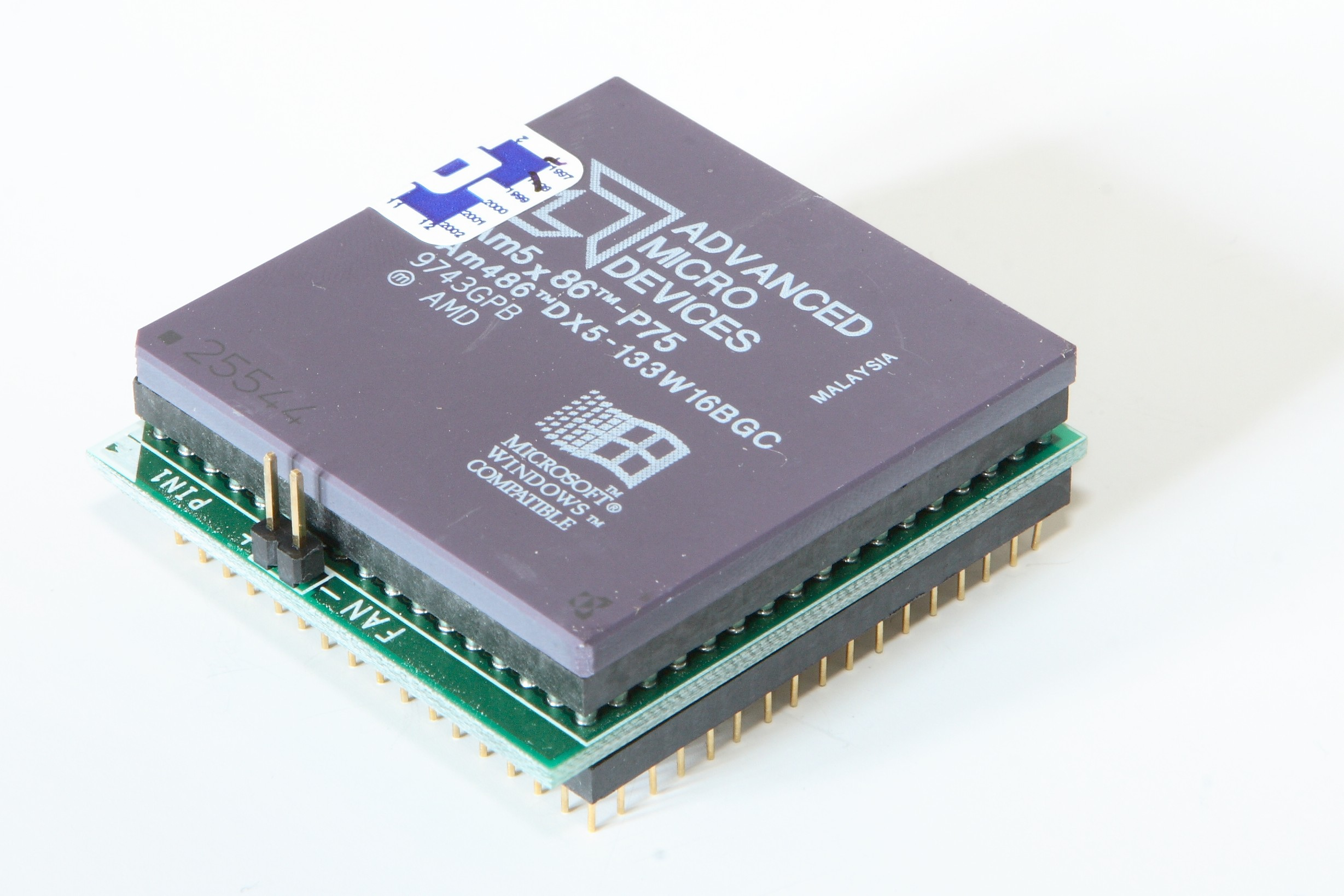
AMD Am5x86-P75

Am486 je série x86-kompatibilních procesorů, kterou zejména v první polovině 90. let vyráběla společnost AMD.
AMD v té době soupeřila s firmou Intel, jež měla stále majoritní podíl na trhu s procesory. Snažila se dodávat na trh výkonnější klony za cenu levnějších verzí od konkurence, čímž v podstatě nabízela za stejnou cenu o 20 % více výkonu.
První verze Am486 byly považovány jen za náhražky i80486 od Intelu, poté se ale AMD rozhodla snížit napájecí napětí z 5 na 3,3 V, čímž se jí na jedné straně podařilo zdvojnásobit taktovací frekvenci na 66 MHz, na druhé straně však ztratila podporu pro základní desky, které nabízely pouze 5 V.
Na rozdíl od ostatní konkurence Intelu se v této době AMD poprvé podařilo vyrobit čip, který měl větší výkon než srovnatelný čip od Intelu na stejné frekvenci a profilovat se jako společnost, která nechce pouze jít ve šlépějích tržní jedničky, ale usilovně aspiruje na převzetí vedoucího postavení. Na rozdíl od Am386, který zajímal spíše menší a nízkorozpočtové výrobce počítačů, Am486DX, DX2 a SX2 kolem roku 1994 získaly podporu ze strany větších počítačových výrobců, zejména firem jako Acer a Compaq.
Rychlejší verze Am486 byly schopné výkonnostně konkurovat slabším čipům Pentium na 60 a 66 MHz. Srovnatelné čipy Intel 80486DX4 byly cenově oproti AMD vysoko a vyžadovaly speciální úpravy patic - s dvojnásobnou mezipamětí cache byly lehce výkonnější, ale AMD Am486DX4-100 stál v té době méně než DX2-66 od Intelu. Pozdější 133MHz verze Am586 byla vylepšenou verzí Am486.
| Model         | Frekvence | Uveden na trh |
| ------------- | --------- | ------------- |
| Am486 DX-40   | 40 MHz    | duben 1993    |
| Am486 DX2-50  | 50 MHz    | duben 1993    |
| Am486 DX2-66  | 66 MHz    |               |
| Am486 SX2-66  | 66 MHz    | 1994          |
| Am486 DX2-80  | 80 MHz    |               |
| Am486 DX4-90  | 90 MHz    |               |
| Am486 DX4-100 | 100 MHz   | 1995          |
| Am486 DX4-120 | 120 MHz   |               |